# Hươu la đảo Cedros
Hươu đuôi đen đảo Cedros (Danh pháp khoa học: Odocoileus hemionus cerrosensis) là một phân loài của loài hươu la. Chúng chỉ được tìm thấy trên đảo Cedros ngoài khơi bờ biển Baja California. Chỉ có khoảng 50 cá thể còn sót lại, không có cá thể nào được nuôi nhốt. Hành vi của nó là tương tự như của phân loài khác của hươu la. Phân loài đang bị đe dọa bởi những con chó hoang và săn bắt trộm loài hưou.